# بندر گمرین، استرالیای جنوبی
بندر گمرین (به انگلیسی: Port Germein) یک منطقهٔ مسکونی در استرالیا است که در استرالیای جنوبی واقع شده‌است.